# Airão (Santa Maria)
Airão (Santa Maria) (oficialmente; também usado Santa Maria de Airão) é uma povoação portuguesa do Município de Guimarães que foi sede da extinta Freguesia de Santa Maria de Airão, freguesia que tinha 2,16 km² de área e 1686 habitantes (2011), e, por isso, uma densidade populacional de 780,6 hab/km².
A Freguesia de Santa Maria de Airão foi extinta em 2013, no âmbito de uma reforma administrativa nacional, para, em conjunto com as Freguesias de Airão (São João Baptista) e Vermil, formar uma nova freguesia denominada União das Freguesias de Airão Santa Maria, Airão São João e Vermil da qual é a sede.

## História
Dentro dos limites de Santa Maria de Airão existiu na Idade Média uma outra paróquia com o nome de São Paio de Lanhas, ligada ao Couto de Lanhas, e extinta em meados do século XVI.
O Couto de Lanhas, intimamente ligado ao território da freguesia, era senhorio da linhagem medieval dos Silvas até aos meados do século XIV, passando por herança à linhagem dos Coelhos, na pessoa de Pêro Esteves Coelho, um dos três indiciados na morte de D. Inês de Castro, e a quem o rei D. Pedro I de Portugal mandou cruelmente matar depois de lhe ter confiscado os bens em 1357.

### Lista tradicional dos senhores do Couto de Lanhas:
- Paio Guterres da Silva (fal. 1154) (o primeiro que se regista na história com o apelido Silva)
- Pêro Pais Escacha
- Sancho Pires da Silva
- Mendo Sanches da Silva
- Estêvão Mendes Petite
- Soeiro Mendes Petite
- Maria Mendes Petite
- Pêro Esteves Coelho (fal. 1361)

Nas "Memórias Paroquiais de 1758", informa o Abade João Correia de Oliveira que Santa Maria de Airão não tem donatário mas pertence ao Rei.
A Casa do Eirado, em Santa Maria de Airão, foi desde do século XVII da Família Salazar, da qual foi o descendente mais ilustre o Professor Abel Salazar.

## Demografia
A população registada nos censos foi:

## Administração e política
Presidente da Junta: Tiago Silva

### Presidentes da Junta
| Mandato    | Presidente                            | Partido |
| ---------- | ------------------------------------- | ------- |
| 1976–1979  | José Alves Fernandes                  | CDS     |
| 1979–1982  | José Alves Fernandes                  | UD      |
| 1982–1985  | José Alves Fernandes                  | AD      |
| 1985–1989  | José Carlos Matos Oliveira            | PSD     |
| 1989–1993  | José Carlos Matos Oliveira            | PSD     |
| 1993–1997  | José Carlos Matos Oliveira            | PSD     |
| 1997–2001  | Francisco Gonçalo da Silva            | PS      |
| 2001–2005  | Francisco Gonçalo da Silva            | PS      |
| 2005–2009  | António Carlos Pereira de Carvalho    | PS      |
| 2009–2013  | António Carlos Pereira de Carvalho    | PS      |
| 2013–2017  | António Carlos Pereira de Carvalho    | PS      |
| 2017–2021  | Marçal Avelino Salazar Marques Mendes | PSD     |
| 2021–atual | Tiago Silva                           | PSD     |